# 似緋鯉屬
似緋鯉属，為輻鰭魚綱鱸形目鱸亞目鬚鯛科的其中一属。

## 下属物种
- 藍點似緋鯉（Upeneichthys lineatus）
- 斯氏似緋鯉（Upeneichthys stotti）
- 伐氏似緋鯉（Upeneichthys vlamingii）